# Ivano Fossati
Ivano Alberto Fossati (Genova, 21 settembre 1951) è un cantautore, polistrumentista, produttore discografico, paroliere, compositore,  docente universitario e scrittore italiano.
È considerato uno dei più importanti cantautori italiani. In oltre quarant'anni di carriera ha spaziato in diversi generi musicali, dagli esordi di rock progressivo alla fase rock, fino alle introspezioni colte della maturità. I testi dei suoi brani hanno spesso toccato argomenti di natura esistenziale, producendo anche canzoni per alcune delle interpreti più significative della musica italiana.
Ritiratosi dalle scene musicali nel 2012 per scelta volontaria, è stato vincitore per sei volte della Targa Tenco (quattro per il migliore album e due per la migliore canzone) e di un Premio Lunezia Rock d'Autore per l'Album Musica moderna, nel 2008 ha conseguito il Premio Librex Montale nell'apposita sezione Poetry for Music. Ha inoltre esordito nel mondo della narrativa con il racconto Il giullare, contenuto nella collana Millelire ed edito da Stampa Alternativa nel 1991.

## Biografia
Nasce a Genova nel 1951. La madre, Germana Ricci, lavora come sarta al Teatro dell'Opera. Il padre, Aldo, abbandona la famiglia quando lui ha appena un anno. «L'unica cosa positiva di mio padre - ricorderà in seguito l'artista - è che è stato partigiano a diciassette anni». Viene accudito di conseguenza dalla madre e dal nonno materno Alberto Ricci, operaio presso una conceria della città. A tal proposito il musicista ricorda: «La figura perfetta che si vorrebbe avere come padre. Pienamente buono. Era capace di difendere la famiglia. Non avrebbe esitato a difendere i suoi affetti con tutta la forza. Il gran lavoratore che si sacrifica. Alla famiglia riservava solo i momenti buoni».
Fossati cresce all'interno di un clima culturale incline alla musica: suo cugino è uno stimato direttore d'orchestra, mentre lo zio pratica lo strumento del clarinetto. A dodici anni sua madre, amante dell'Opera, lo iscrive a lezioni private di pianoforte; quando però Ivano si imbatte in due 45 giri dei Beatles (Please Please Me e Love me do), abbandona il piano per dedicarsi allo studio della chitarra. Tempo dopo il cantante dichiarerà: «Non sopportavo le canzoni: mi sembrava che le parole disturbassero la musica, ne intralciassero il cammino. Poi arrivarono i Beatles e per fortuna cambiai idea...»
Il percorso musicale del giovane Fossati è assai eterogeneo: tra i quindici e i sedici anni suona l'organetto, passando poi alla chitarra elettrica, con cui ha rapporti discontinui, e a diciotto anni inizia a studiare flauto traverso. Nello stesso periodo in cui frequenta il liceo ginnasio Andrea D'Oria si dà a svariati lavori come commesso in un negozio di elettricista, in una fabbrica di denti finti, e infine come dipendente presso un magazzino di cancelleria. Negli anni sessanta hanno inizio le prime esperienze nei vari complessi beat, all'epoca assai in voga. Nel 1967 a Genova, in piazza Galileo Ferraris, nasce il suo primo gruppo beat, "I poeti", formazione con Ivano alla chitarra, Pino Marinaro al Basso, Nicola Novielli alla batteria e Roberto Dicicco alla chitarra ritmica. Una rara foto del gruppo si trova nel libro di Fossati Tutto questo futuro, edito da Rizzoli nel 2011.
Nel 2015 sposa l'attrice e regista teatrale Mercedes Martini sua compagna dal 1997.
Nel 2023 viene insignito della Laurea Honoris Causa dall' Università di Genova in "Letterature moderne e spettacolo" per la sua carriera e per l'impegno nello sviluppo culturale della città di Genova, anche a seguito della collaborazione con l'Ateneo genovese e di una serie di lezioni tenute per gli studenti di Scienze Umanistiche e dal 2019 per il laboratorio di musica presso il Dipartimento di Lettere.
Durante il conferimento della laurea, il 27 marzo, ha tenuto una lectio magistralis sul tema “Ispirazione, pensiero e sintesi nella musica discografica”.

## Carriera

### L'esperienza nei Delirium e l'esordio solista (1971-1975)

Fossati assieme ai Delirium

Dopo molte esperienze di jam session al locale "Revolution" di Genova in via Carcassi, fucina di molti gruppi pop emergenti (oggi non esiste più) nel 1971 viene ingaggiato dal gruppo dei Sagittari, che successivamente diverranno i Delirium, mettendosi in luce con un interessante repertorio di rock progressivo, incentrato sull'ampio uso di flauti, sintetizzatori e arrangiamenti sinfonici.
Così facendo, la neonata band anticipa l'impronta prog di futuri gruppi di successo quali Le Orme, gli Area, il Banco del Mutuo Soccorso e la Premiata Forneria Marconi. Il complesso (formato da Mimmo Di Martino, Ettore Vigo, Marcello Reale, Peppino Di Santo e lo stesso Fossati) incide, sempre nel 1971, il primo 45 giri dal titolo Canto di Osanna, con cui partecipa al Festival Pop di Viareggio.
Il successivo esordio su 33 giri con Dolce acqua mette in evidenza le qualità di Fossati come leader e cantante. L'occasione si presenta al Festival di Sanremo 1972, dove il gruppo presenta il brano Jesahel che ottiene successo, aprendo alla band le porte per partecipare a Un disco per l'estate, dove presentano la canzone Haum.
L'anno seguente l'artista lascia il complesso dei Delirium per intraprendere la carriera solista. Subito dopo parte per il servizio militare, da cui è congedato dopo un anno e mezzo perché inadatto alla vita militare. Il debutto del Fossati cantante è un 45 giri dal titolo Beati i ricchi, tema dell'omonimo film di Salvatore Samperi con protagonisti Lino Toffolo e Paolo Villaggio. Fossati canta su musiche di Luis Bacalov, accompagnato da "I Godfather", uno dei molti gruppi rock dell'epoca.
L'esordio sulla lunga distanza avviene un anno dopo, con la pubblicazione dell'album Il grande mare che avremmo traversato. La tematica del viaggio - che diverrà uno dei temi principali del canzoniere di Fossati - è il leitmotiv di un disco che, per quanto acerbo, testimonia le prime qualità dell'artista. 
I riferimenti letterari si presentano già numerosi (eloquente quello a Edgar Allan Poe nel brano Il pozzo e il pendolo), così come i versi dedicati al mare nel singolo Vento caldo, altro elemento-cardine dell'intero lavoro del musicista. Tra l'altro con la medesima canzone tenta di partecipare nuovamente al Festival di Sanremo, venendo scartato durante la fase delle preselezioni. 
In questi anni Fossati conosce l'amico e musicista Oscar Prudente con il quale darà luogo ad una stretta collaborazione che porterà alla pubblicazione di altri due album dal titolo Poco prima dell'aurora, del 1974 e Good-Bye Indiana, del 1975. Sempre nel 1975 i due musicisti scrivono per Gianni Morandi l'intero LP Il mondo di frutta candita. Il sodalizio tra i due artisti prosegue con l'uscita del long playing Infinite fortune, terzo lavoro musicale di Oscar Prudente a cui Fossati partecipa come coautore in tutte le tracce del disco.

### La ricerca di una linea espressiva (1977-1978)

Fossati negli anni settanta

Le varie sperimentazioni del Fossati autore portano l'artista a toccare numerosi stilemi, che vanno dal pop classico alle influenze progressive, mostrandone il fermo tentativo di trovare una propria linea espressiva. Il primo momento di rottura avviene nel 1977. Approdato alla Rca e affidato alle cure del produttore Antonio Coggio (già collaboratore di Claudio Baglioni), il cantautore traccia un primo solco in direzione di quella evoluzione rock che si delineerà meglio negli anni successivi. In questa prospettiva nasce il quarto album in studio denominato La casa del serpente. Il disco si fa ricordare per il brano Anna di primavera, primo frutto di quella collaborazione con Mia Martini che si farà preponderante nel coevo LP Per amarti (ottavo album in studio della cantante), dove Fossati partecipa firmando i brani Sentimento e Se finisse qui, cover di Give a little bit dei Supertramp con testo in italiano. Tale sodalizio artistico sfocerà in una duratura relazione sentimentale e vedrà una nuova collaborazione nei brani E non finisce mica il cielo (presentato dalla cantante al Festival di Sanremo del 1982) e Vola. Tale connubio porterà Fossati a divenire un prolifico autore di canzoni, spesso prestando le proprie composizioni alle qualità vocali di altri interpreti.
Se i primi album appaiono ancora istantanee sfocate, assai distanti dagli standard dei successivi decenni, la capacità di Fossati di comporre melodie si manifesta nella scrittura per altri artisti. In questo periodo la sua penna dà vita a numerose ballate portate al successo da alcune delle interpreti più conosciute e preparate. Basti pensare alle canzoni: Un'emozione da poco (scritta per Anna Oxa), Dedicato (per Loredana Bertè), Non può morire un'idea (per Mina) e Mi vuoi (per Marcella Bella). Da ultimo si menziona la trasgressiva Pensiero stupendo, uscita nel 1978, che la voce di Patty Pravo trasformerà in un classico della canzone italiana. Anni dopo la stessa cantante ai microfoni del Corriere della Sera affermerà: «L'idea del triangolo non mi scandalizzava visto che all'epoca vivevo con due mariti. Lui ha saputo affrontare un tema scabroso con classe e intelligenza. L'ho ascoltata e registrata subito dopo. Praticamente è andato in vendita il provino». Tale serie di brani varrà a Fossati il Telegatto come miglior autore dell'anno, segno di una prima vicinanza della critica musicale al cantautore genovese.

### La fase rock (1979-1985)
La mia banda suona il rock

Ivano Fossati alla fine degli anni settanta

Tra la fine degli anni settanta e l'inizio degli ottanta, Fossati mette a fuoco una scrittura peculiare, capace di dosare l'attitudine rock ad una vena propriamente intimista. Il risultato è l'uscita nel 1979 dell'album La mia banda suona il rock, dove l'impasto musicale è costituito da continui richiami alla musica rock (con preminenza di chitarre elettriche). L'ossatura del disco resta comunque a impianto pop, con richiami sonori di derivazione reggae. 
Registrato nei celebri Criteria Studios di Miami, con alcuni musicisti dell'entourage di Eric Clapton e Stephen Stills, La mia banda suona il rock alterna energici uptempo a ballate di stampo classico. Ne sono un esempio i brani Dedicato, E di nuovo cambio casa e Limonata e zanzare, quest'ultimo sorretto da influssi squisitamente reggae. L'album rivela l'artista al grande pubblico e gran parte del merito è da ritrovarsi nel successo dell'omonima title track che lo stesso Fossati tenterà in vari modi di ripudiare. Per tale motivo, negli anni a venire (durante le varie tournée), proporrà il brano in maniera sempre più sporadica fino a farlo scomparire del tutto dalle relative scalette.
Il successivo Panama e dintorni continua il percorso già tracciato nell'album precedente, avvalendosi degli arrangiamenti del tastierista soul-jazz Steve Robbins, che collaborerà nei decenni successivi con altri artisti come Robert Palmer, Sting e Irene Cara. Il disco dà l'occasione all'artista di reinterpretare la lenta ballata La costruzione di un amore, già scritta nel 1978 per l'allora compagna Mia Martini. Oltre alla canzone di lancio Panama, continue venature rock si manifestano nei brani J'adore Venice (riproposto in versione jazz, nel live Carte da decifrare) e in La signora cantava il blues, titolo usato nella propria autobiografia dalla celebre interprete Billie Holiday, alla quale il brano è dedicato. Il disco, nel gennaio del 2012, occuperà la cinquantesima posizione nella speciale classifica dei 100 album italiani più belli di ogni tempo, stilata dall'autorevole rivista Rolling Stone.
Nel 1982 scrive e compone la hit Non sono una signora, contenuta nel disco Traslocando di Loredana Bertè, il primo di tre LP prodotti dall'artista per la cantante calabrese. Quando Fossati le fa ascoltare per la prima volta Non sono una signora, la Berté viene preventivamente addolcita da una mousse al cioccolato preparata per l'occasione dalla sorella Mia Martini, per il timore di un'eventuale reazione scomposta dell'artista. Il singolo si aggiudicherà la vittoria al Festivalbar, diventando uno dei maggiori successi commerciali della cantante, e trainando l'intero album al traguardo del disco di platino per oltre 200 000 copie vendute. Nel 2012, il mensile musicale specializzato Rolling Stone giudicherà Traslocando il miglior lavoro discografico interpretato da una cantante in Italia 
Il terzo capitolo del periodo rock giunge nel 1983 con la pubblicazione del nuovo LP Le città di frontiera, dedicato al musicista statunitense Randy Newman. 
L'opera contiene canzoni come La musica che gira intorno (sferzante apologo sulla vacuità dell'arte), Amore degli occhi, Traslocando (nuova ballata già interpretata dall'amica Loredana Bertè) e la giovanilista I ragazzi cattivi.
Con l'uscita dell'album Ventilazione, datato 1984, l'artista porta a termine la propria sperimentazione ritmica e musicale. Il disco, assai aspro nelle sonorità e piuttosto ermetico nei testi, annovera la rivisitazione in chiave rock del brano Boogie, scritto dal collega Paolo Conte. Altra cover è la traccia La locomotiva (da The Rail Song di Adrian Belew). Da ricordare Il singolo Viaggiatori d'Occidente e in particolar modo Il pilota, canzone antesignana di quella passione per il volo che l'autore concretizzerà nell'album Lindbergh - Lettere da sopra la pioggia.
Un anno più tardi, nel 1985, collabora all'album Scacchi e tarocchi del collega Francesco De Gregori producendo due brani: l'omonima title track e Miracolo a Venezia. Di lui De Gregori affermerà: «Ho sempre ammirato Ivano per la musica che ha fatto, per le canzoni, per i testi che io giudico fra i più interessanti che si possano leggere in Italia. Ho lavorato con lui in condizioni psicologiche positive, perché con Ivano ho sempre avuto l'impressione che quello che stavo facendo fosse il meglio delle mie possibilità».

### Una nuova dimensione cantautorale (1986-1988)

Un'esibizione di Fossati al Club Tenco, nel 1988

Nel 1986 il compositore genovese volta pagina. Abbandonate le sonorità rock e progressive degli anni precedenti, si cala con sicuro mestiere in una veste "cantautorale" a lui più congeniale. In tal modo, inizia a sfornare una serie di album ad alta introspezione storica e psicologica. La parte testuale, via via più colta e ricercata, viene corredata da costruzioni ritmiche ispirate alla musica sudafricana. Il primo risultato di questo nuovo corso è il disco 700 giorni. Prodotto da Allan Goldberg, l'opera è articolata da suoni e suggestioni di matrice squisitamente etnica. Basti pensare alla danza sudafricana di Buontempo, al folk celtico di Gli amanti d'Irlanda e al pastiche ritmico di Non è facile danzare. Queste tracce, assieme alla più nota Una notte in Italia, testimoniano una spiccata ricerca verso quella world music che troverà definitivo compimento nei lavori successivi. Da non dimenticare il dittico antibellico Dieci soldati e Il passaggio dei partigiani, con testi che rievocano le pagine dello scrittore Beppe Fenoglio, nonché squarci del cinema neorealista. A suggellare tale svolta giunge, nello stesso anno, la conquista della sua prima Targa Tenco, nell'apposita sezione miglior album dell'anno. Durante la specifica rassegna condivide il palco con gli artisti Paolo Conte, Francesco De Gregori e Roberto Benigni, interpretando una canzone del musicista astigiano denominata Sudamerica. Nel frattempo collabora con Ornella Vanoni, per la quale produce assieme a Greg Walsh il disco O, uscito sul mercato nel 1987.
Il contiguo La pianta del tè, uscito nel 1988, ci consegna un artista all'apice dei propri mezzi espressivi. L'opera alterna ricercati spunti orientali a composizioni più classiche, il tutto sostenuto da un'inventiva testuale sempre più solida e matura.
Di rilievo la notturna title track (divisa in due parti), dove emerge il contrasto tra i vellutati flauti di canna andini di Uña Ramos e le incessanti percussioni di matrice etnica. Un'analoga ambientazione si ritrova nel brano La volpe, cupa filastrocca d'amore dove al controcanto è presente la voce di Teresa De Sio. Da menzionare la malinconica L'uomo coi capelli da ragazzo e 
Questi posti davanti al mare, tutta costruita su una melodia pop, costantemente cesellata da una squillante fanfara. Il brano vede la partecipazione di Fabrizio De André e Francesco De Gregori che cantano gran parte del testo alternando la loro voce a quella dell'autore. Il singolo riceverà la prestigiosa Targa Tenco come miglior canzone dell'anno. L'album continua con la "francese" Le signore del Ponte-Lance (per soli pianoforte e voce), con l'elaborata Chi guarda Genova e infine con la traccia Terra dove andare, sostenuta da un ritmo reggae, ingentilito da un ardito contrappunto per fisarmonica.

### Una rinnovata maturità artistica (1990-1992)

Fossati in concerto in una foto dei primi anni novanta

All'inizio degli anni novanta, ispirato da un lungo viaggio in Portogallo, esce sul mercato discografico Discanto. Il terzo capitolo della "maturità" presenta uno stile linguistico ancor più colto ed elitario come dimostrano i versi delle canzoni Lunario di Settembre e Confessioni di Alonso Chisciano. La prima, tratta da una sentenza di condanna per stregoneria, è costruita su di un linguaggio volutamente burocratico e barocco; la seconda è una riflessione sui turbamenti del celebre personaggio di Don Chisciotte, mostrandone un'aura discorde da quella proposta nel romanzo.
Dominante è l'uso della chitarra portoghese ("breguesa") nella traccia Lusitania, che apre il disco con elaborate sequenze ritmiche di batteria e percussioni. Inediti accostamenti strumentali si ritrovano in Passalento e nella canzone Italiani d'Argentina, mentre un recupero della fase rock è presente nell'omonima Discanto. 
A chiudere le canzoni Unica rosa (quasi un gioco lessicale sulle possibili rime in "osa") e il ritratto femminile di Albertina (per soli pianoforte e voce). Nella canzone Piumetta compare nel controcanto Fiorella Mannoia, artista con cui Fossati collaborerà numerose volte. Infatti, scriverà per la cantante romana molti brani tra cui: I treni a Vapore, Le notti di Maggio e 1991 L'amore per amore; il primo verrà riproposto dall'autore nel live Dal vivo, uscito nel 1993. Il nuovo LP verrà in seguito premiato al Club Tenco come miglior album dell'anno.
A completare questa nuova tetralogia, giunge nel 1992 Lindbergh - Lettere da sopra la pioggia. Il disco viene trainato dal fortunato singolo La canzone popolare, che per beneplacito dell'artista diverrà, anni più tardi, l'inno elettorale dell'allora coalizione di centrosinistra. In merito a questo fatto il musicista rivela: «Sono di sinistra, non della sinistra» e ancora: «Per un lungo periodo non l'ho più cantata. Sapeva di politica e io non ho mai fatto concerti politici. Pentito? No, però oggi consiglierei a un collega più giovane di non farlo. La politica oggi ha bisogno di buone idee e non di canzoni: rischi di farti fraintendere». Il disco è ispirato alle leggendarie imprese del pilota Charles Lindbergh, autore della prima trasvolata atlantica senza scalo della storia dell'aeronautica. 
Il musicista asciuga ulteriormente il suo songwriting creando un apposito clima intimista, mettendo spesso in rilievo gli strumenti celtici della tradizione new Age. Ciò viene a esemplificarsi nel brano La barca di legno di rosa con l'arpa di Vincenzo Zitello e soprattutto nella già citata La canzone popolare.
Anche in questo lavoro la componente world music non viene tralasciata ed è senz'altro ravvisabile nella canzone Mio fratello che guardi il mondo, rafforzata dalle percussioni di Trilok Gurtu, tutte impegnate in un "fitto dialogo" con una nitida e occidentale chitarra acustica. Atmosfere da popular music si ritrovano nella traccia Sigonella, mentre commistioni jazz si rilevano nella pianistica Notturno delle tre. Inoltre, c'è spazio per due canzoni antimilitariste. La prima, Il disertore, è la traduzione di una poesia di Boris Vian, accompagnata dalla sola chitarra acustica. La seconda, Poca voglia di fare il soldato, è strutturata su un morbido tappeto di pianoforte, ricamato da improvvisi assoli di flauto di Vincenzo Zitello. In conclusione, l'intensa Lindbergh: breve riflessione esistenziale declamata da un piccolo e solitario aviatore. La conquista della terza Targa Tenco come miglior album dell'anno conferma le sue qualità di autore eclettico e originale.

### Dai primiLiveagli intrecci musicali diMacramè(1993-1996)

Fossati in concerto al Teatro Ponchielli di Cremona, nel marzo del 1993

Nel 1993 il musicista decide, di concerto con il produttore Beppe Quirici, di registrare i suoi primi album live, dal rispettivo titolo Dal vivo volume I - Buontempo e Dal vivo volume 2 - Carte da decifrare. Come lo stesso Fossati riporta nelle note di copertina del secondo disco, le registrazioni non vengono sottoposte a rielaborazioni posteriori. Esse risultano semplicemente «la fedele testimonianza di ciò che le nostre forze ci hanno consentito di fronte al pubblico del Teatro Ponchielli, nella città di Cremona, le sere del 2 e del 4 marzo 1993». Entrambi gli album ripercorrono gran parte della carriera dell'artista e alcune tracce come E di nuovo cambio casa, La volpe e J'adore venice vengono ad assumere vesti musicali nuove e inedite. L'unico brano originale è la canzone Carte da decifrare, presente come settima traccia nel secondo volume. Compare, inoltre, un'esecuzione del brano Naviganti, scritto l'anno precedente per il musicista Bruno Lauzi. Nel 1994 vede la luce il primo album-tributo dedicato all'artista ligure dal titolo I Disertori. Ivano Fossati riletto da .... Al progetto partecipano molti gruppi emergenti che, in seguito, troveranno spazio e successo come gli Afterhours, i Mau Mau, i La Crus, e i Modena City Ramblers.
Dopo una pausa di tre anni, Fossati torna in studio per registrare il suo quattordicesimo LP denominato Macramè e pubblicato nel 1996. Il suggestivo titolo è un vocabolo derivato dalla lingua araba mahramatun (fazzoletto) o da migramah (frangia per guarnizione), che come molte parole mediorientali, è entrato nel lessico ligure grazie agli approdi dei vari marinai al porto di Genova. Nel linguaggio comune il termine ha assunto il significato di ricamo o intreccio a cui il titolo allude per evidenziare le commistioni musicali di cui l'opera si nutre.
Il nuovo Long playing rinnova il connubio tra elettronica e strumenti tradizionali, senza rinunciare ai consueti accenti etnici. L'album vede la partecipazione del bassista dei King Crimson Tony Levin, presente in due tracce delle quali è al tempo stesso coautore (L'abito della sposa e La stella benigna). Lo strumento utilizzato dal musicista americano è lo stick (presente anche nel brano Speakering), mentre nella canzone Bella speranza si esibisce al contrabbasso elettrico. I brani L'amante, L'angelo e la pazienza e L'orologio americano ricalcano bozzetti di vita su trame sonore volutamente scarne, irrobustite da sequenze di percussioni molto elaborate (in alcune tracce la sessione ritmica è formata da Walter Kaiser, Trilok Gurtu, Naco, Claudio Fossati e Beppe Quirici). Il musicista risulterà per la quarta volta vincitore della Targa Tenco nella sezione miglior album dell'anno, raggiungendo un primato condiviso ex aequo con l'amico e collega Francesco De Gregori.

### La collaborazione con Fabrizio De André (1996)
Al giro di boa degli anni novanta le strade musicali di Ivano Fossati e Fabrizio De André finiscono per incontrarsi. L'occasione arriva con la già citata partecipazione di De Andrè al disco La pianta del tè. Il rapporto tra i due artisti, anche per via delle comuni origini, si cementa due anni più tardi con la pubblicazione dell'album Le nuvole, dove Fossati partecipa al disco del collega in qualità di coautore dei brani Mégu megún e 'Â çímma. In merito a questa prima esperienza lo stesso Fossati chiarisce: «Per scrivere queste due canzoni ci abbiamo messo un sacco di tempo, vuoi per la lentezza che ci accomuna, vuoi per la nostra pigrizia e i nostri mugugni. Fabrizio in questo è rigorosissimo. Lui sa bene che dietro ogni parola c'è una responsabilità, bisogna dire le cose che si condividono, non le altre, e allora la scelta di un termine, di un aggettivo, poteva prendere anche tre giorni. È un tipo di approccio che anch'io condivido e cerco di applicare nei miei testi». Grazie a questo primo confronto nasce nei due musicisti una reciproca stima che sfocerà nella stesura a quattro mani dell'album Anime salve, uscito per la BMG Ricordi nell'autunno del 1996.
De André proprio parlando di Fossati e della loro collaborazione dirà: «il collega che io stimo di più, ha soltanto due difetti: è un mio amico, ed è purtroppo sampdoriano».
Così facendo, a Longiano, in Romagna, inizia nel 1995 l'atteso album di Ivano Fossati e Fabrizio De André. Ad accompagnarli sono Michele Ascolese alla chitarra, Naco alle percussioni, Stefano Melone alle tastiere, Elio Rivagli alla batteria e Beppe Quirici al basso.
 Il materiale che nei giorni a venire passa in preproduzione risulta gradito a tutti, soprattutto una composizione di Fossati per solo piano che in seguito assumerà le sembianze della title track. Però, col passare del tempo, le impostazioni pianistiche adoperate dall'artista sui vari brani non convincono De André che vede il progetto sfociare verso uno stile più prossimo al collega. Ad un certo punto i due autori si chiariscono e il musicista decide di assecondare De André acconsentendo a che il progetto venga realizzato esclusivamente da quest'ultimo. In proposito Beppe Quirici affermerà: «Ivano è molto concentrato sul piano e tutte le sue composizioni sono orientate in tal senso. Fu questa la vera causa dell'interruzione del progetto. Ci siamo comunque lasciati bene, al di là dell'ovvia amarezza del momento». In tal modo viene a termine la collaborazione tra i due; questo non impedirà a Fossati di intervenire vocalmente in due canzoni del disco: Anime salve e Â cúmba. Tra le altre cose, in qualità di coautore del brano Prinçesa il musicista vincerà la Targa Tenco per la miglior canzone dell'anno. A seguito della morte del cantautore di Pegli, avvenuta nel 1999, l'artista sentenzierà: «Ero stato un suo ammiratore molto prima che un suo amico. A poco più di vent'anni avevo letteralmente consumato sul piatto del giradischi Non al denaro, non all'amore né al cielo e Storia di un impiegato. Tenevo in considerazione quei due album al pari di quelli di Jimi Hendrix o dei Rolling Stones. Nessuna differenza. Come se la musica di Fabrizio fosse arrivata anch'essa dall'America, da Plutone o da un pianeta ancora più lontano, sul quale fosse lecito scrivere canzoni in italiano».

### Le successive prove discografiche (1998-2003)
Tempo dopo dà alle stampe la sua prima antologia dal titolo Time and Silence - Canzoni a raccolta, uscita nel 1998. Oltre alla presenza di molti classici del suo repertorio compare l'inedito Il talento delle donne, pregno di richiami alla tradizione orientale. «In questa canzone - racconta l'autore - ho utilizzato le sillabe sacre 'Om mani padme hum', tratte da un noto mantra tibetano, affinché mi aiutassero a tracciare la linea d'ombra, il più possibile netta, fra l'idea ciclica del tempo orientale e quella lineare che è la nostra. Le parole 'tempo e silenzio', invece, sono espresse in inglese, perché più di ogni altra lingua sembra rappresentare oggi il modello occidentale». Nel frattempo, si dedica alla rielaborazione di evergreen del cantautore brasiliano Chico Buarque de Hollanda e di altri musicisti come Djavan e Supertramp. Nel merito, si ricorda l'interpretazione di Fiorella Mannoia nel brano dell'artista brasiliano O Que Será, tradotto in italiano dal cantautore genovese.
Parimenti si cimenta in un'intensa attività per il teatro e per il cinema, scrivendo musiche per diversi spettacoli e per due film del regista Carlo Mazzacurati, rispettivamente Il toro e L'estate di Davide, e per il quale firmerà in futuro altre pellicole come La lingua del santo e A cavallo della tigre. In ambito teatrale, le sue prime composizioni risalgono agli inizi degli anni Settanta. Nell'occasione collabora con lo scenografo Emanuele Luzzati, presso il Teatro della Tosse di Genova. Sempre nel 1998, nel corso del suo tour estivo, il cantante dedica cinque concerti al comitato "Per la bellezza", allo scopo di combattere il degrado ambientale di molte città italiane. Contemporaneamente, alcuni suoi dischi vengono pubblicati in Francia, a cura della casa di produzione Columbia Tristar. Nel febbraio del 1999 partecipa come super ospite al Festival di Sanremo cantando Mio fratello che guardi il mondo e Una notte in Italia; la performance ottiene uno share di dodici milioni di telespettatori.
A quattro anni di distanza dall'ultimo LP esce nel 2000 La disciplina della Terra. In termini musicali l'album vede un ritorno a sonorità elettriche, da tempo assenti in gran parte della sua produzione. Il disco si apre con il brano La mia giovinezza, strutturato da un mix di chitarra elettrica, fisarmonica, percussioni e flauto, con l'obbiettivo di riprendere consuete atmosfere world music. Treno di ferro (dedicata ai "ragazzi che partono in pace e in guerra"), è un'altra ballata antimilitarista, mentre la title track è incisa da Fossati in solitudine, con la sovraincisione dell'orchestra diretta da Gianfranco Lombardi. La satirica Iubilaeum bolero si avvale della presenza alla tromba e al flicorno di Enrico Rava e si chiude con un recitativo della cantante Mercedes Martini. Nel 2001 esce per Einaudi, Ivano Fossati - Carte da decifrare, un libro che ripercorre trent'anni di carriera dell'artista con allegato il CD Concerto in versi, parole e suoni, tratto dallo spettacolo ideato con l'attrice Elisabetta Pozzi. Canzoni come Mio fratello che guardi il mondo, Poca voglia di fare il soldato e Cow boys, dialogano con le improvvisazioni musicali e con la voce dell'attrice che recita versi di poeti quali Primo Levi, Thomas Stearns Eliot ed Edoardo Sanguineti.
Dopo aver inciso l'ambizioso strumentale Not One Word, nel 2003 esce sul mercato discografico Lampo viaggiatore. L'artista, in un'intervista a la Repubblica, mette a confronto quest'ultima fatica con quella precedente: « Not One Word - spiega - mi ha fatto capire che la musica è come lo scafo d'una barca, le parole come il timone. E avendo capito cosa vuol dire viaggiare senza timone, mi sono semplificato. C'è molto di quel disco anche qui: credo di averlo scritto pensando più ai juke box sulle spiagge d'estate, che al ponderoso concetto di canzone d'autore». Ciononostante, emergono scenari di forte denuncia civile presenti nel brano Pane e coraggio, con un testo incentrato sul tema sociale dell'immigrazione. Degne di nota la pianistica Il bacio sulla bocca e la melodica e intensa C'è tempo.
Il musicista ripercorre finanche sonorità caraibiche che si fanno esplicite nelle canzoni La bellezza stravagante e Io sono un uomo libero, regalata in precedenza all'artista Adriano Celentano. La traccia è presente nel disco Esco di rado e parlo ancora meno, uscito il 10 novembre 2000.

### Dal nuovoLiveagli albumArcangeloeMusica moderna(2004-2009)
Il 15 ottobre 2004 incide un nuovo live denominato Dal vivo volume 3 - Tour acustico. Il disco costituisce, come suggerisce il titolo, la prosecuzione ideale dei due live precedenti, Dal vivo volume I - Buontempo e Dal vivo volume 2 - Carte da decifrare. La decisione di registrare le varie performance deriva dal tour acustico che l'artista ha tenuto nel novembre del 2003. Inizialmente la serie di concerti non prevede nessuna pubblicazione, ma una volta risentite alcune registrazioni, Fossati matura l'idea di un nuovo album dal vivo. Seppur nato con la definizione di Tour acustico, nel concerto non mancano strumentazioni elettriche. Acustica è però l'atmosfera, in quanto, a fianco degli strumenti convenzionali, ne vengono usati altri inusuali come i bicchieri suonati dal figlio Claudio Fossati (a mo' di vibrafono) o la ruota di una bicicletta con tanto di cartoncino inserito tra i raggi.
Alla fine del 2005 il cantante torna in studio per incidere il suo diciottesimo album dal titolo L'arcangelo, uscito all'inizio del 2006. 
Definito dalla critica come "il disco più politico di Fossati", il nuovo progetto segna un deciso ritorno al rock, diluito dall'usuale sensibilità per le ritmiche sudamericane. Il termine "politico", in realtà, non rimanda a nessuna ideologia o appartenenza di partito, piuttosto pone l'accento sulla vita di tutti i giorni, affrontando tematiche sociali quali la guerra, la democrazia, l'oriente e le libertà sessuali.
Argomentazioni politiche affiorano di conseguenza nelle tracce Ho sognato una strada e Cara Democrazia, mentre tematiche di natura amorosa si aprono nei testi delle canzoni La Cinese (su musiche di Pietro Cantarelli) e L'Amore Fa.
Nel settembre del 2006, in concomitanza con la scadenza del contratto con l'etichetta discografica Sony BMG ed il successivo passaggio alla EMI Italiana, esce uno speciale cofanetto in tre CD intitolato Ho sognato una strada che contiene alcuni tra i suoi brani più famosi, racchiusi nel periodo tra il 1977 ed il 2006. Nello stesso anno partecipa al nuovo lavoro musicale di Zucchero Fornaciari, scrivendo insieme al cantautore emiliano il singolo È delicato, contenuto in Fly.
Nel 2008 collabora con l'artista Tiziano Ferro, scrivendo con lui il brano Indietro, uno dei singoli più venduti del quarto album del cantautore di Latina. Verrà creata anche una versione di successo in inglese di Indietro: Breathe Gentle. Nel corso del 2008 partecipa anche alla colonna sonora del film Caos calmo, con protagonista l'attore e regista Nanni Moretti. Per l'occasione scrive il brano L'amore trasparente, che verrà successivamente premiato con il David di Donatello per la migliore canzone originale e il Nastro d'Argento alla migliore canzone L'anno seguente, lo stesso singolo farà parte del nuovo disco (uscito per l'etichetta discografica Capitol-Emi), intitolato Musica moderna. L'opera si apre con l'energica Rimedio. Segue la memorialistica Cantare a memoria, la relativa title track, la ritmica 
Miss America e Last minute, interamente sostenuta dalla batteria del figlio Claudio. In precedenza, nel gennaio 2009, partecipa al tributo televisivo in onore di Fabrizio De André, interpretando la canzone Smisurata preghiera, seguito da quello dedicato a Giorgio Gaber durante il Festival teatro canzone di Viareggio, dove esegue L'illogica allegria.
 Mesi più tardi canta nell'ultimo disco di Claudio Baglioni Q.P.G.A., nella canzone Il rimpianto. A Luglio dello stesso anno, riceve ad Aulla il Premio Lunezia Rock d'Autore per il valore Musical-Letterario dell'album Musica moderna. Nel 2010 scrive per Anna Oxa Tutto l'amore intorno, singolo che segna il ritorno sulle scene musicali della cantante. Il brano, eseguito anche dallo stesso Fossati, esce nelle radio il 20 agosto 2010.

### L'ultima prova discografica e il ritiro dalle scene (2011-2012)

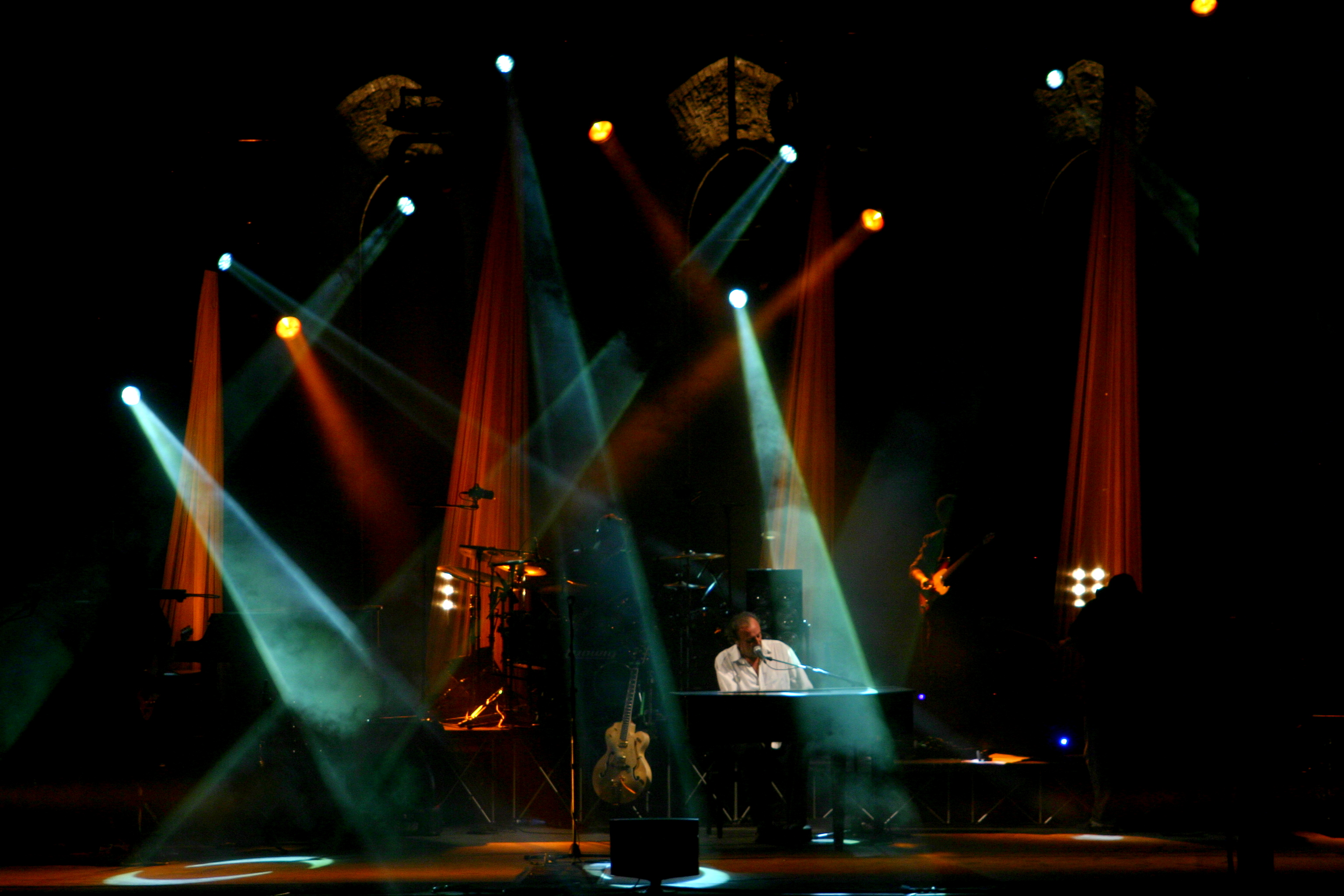
Un'esibizione di Ivano Fossati nell'agosto del 2009

La sera del 2 ottobre 2011, durante la puntata del programma Che tempo che fa, il cantautore presenta la sua ultima raccolta di inediti dal titolo Decadancing, in uscita sul mercato il 4 ottobre successivo. A sorpresa, durante l'intervista successiva all'esibizione, annuncia di aver deciso di ritirarsi dalle scene, non realizzando più nuovi album né programmando future tournée, eccezion fatta per quella legata al suo ultimo lavoro. Fossati dice di aver meditato la scelta negli anni precedenti, nei quali era giunto alla conclusione di non poter «ancora fare qualcosa che aggiunga altro rispetto a quello che ho fatto fino ad ora».
Giorni più tardi, al Piccolo Teatro di Milano, il musicista definisce l'addio alle scene un «tirarsi fuori dai meccanismi discografici» e non come un «addio alla musica», dicendosi anzi intenzionato a «studiare, suonare molto, rimanere appassionato». Rispondendo ai numerosi giornalisti presenti, si dichiara disposto a continuare a fornire testi e musiche a terzi oppure a comparire sul palco come musicista d'appoggio. In merito al disco l'autore invita a non considerarlo come un "testamento", in quanto il progetto non ha nulla di autobiografico. Allo stesso tempo evidenzia il carattere dell'opera, che a dispetto del titolo non vuole porsi nell'ottica di un giustificato pessimismo (come si evince nella traccia conclusiva Tutto questo futuro). L'artista, da ultimo, aggiunge:
Nell'ultimo LP si riduce sensibilmente il formato protest song che aveva caratterizzato opere come L'arcangelo, focalizzando l'attenzione al recupero di melodie per archi e pianoforte rinvenibile nelle tracce Settembre, Un natale borghese, Laura e l'avvenire e nel quadretto amoroso di Se non oggi.
A conferma di quanto affermato nelle varie interviste, sempre nel novembre 2011, scrive per Laura Pausini la canzone Troppo tempo inclusa nel disco Inedito. Nella canzone Fossati partecipa in brevi passaggi sia come cantante che come chitarrista. Allo stesso modo, Il 5 novembre 2013, viene pubblicato l'album Senza paura della cantautrice italiana Giorgia, contenente Oggi vendo tutto, scritto e musicato dall'artista genovese. 
La sua ultima esibizione televisiva è andata in onda in prima serata il 23 gennaio 2012, negli studi del programma Che tempo che fa, trasmesso sul terzo canale Rai. Durante la puntata il cantante ha proposto una galleria di canzoni tratta dal suo repertorio e in studio sono intervenuti gli amici Zucchero Fornaciari e Fiorella Mannoia. Il 19 marzo 2012 l'artista conclude la propria tournée, esibendosi per l'ultima volta al Piccolo Teatro di Milano. Il giorno dopo, il 20 marzo 2012, viene pubblicato un album-tributo dove svariati artisti reinterpretano molti classici della sua produzione; il disco è intitolato Pensiero stupendo - Le canzoni di Ivano Fossati interpretate dai più grandi artisti italiani. Infine, dai concerti del Decadancing tour è stato estratto il DVD live Dopo tutto, uscito nei negozi il 4 dicembre 2012.

### Il ritorno discografico (2018-presente)
Nel 2018 scrive il brano Messaggio dalla luna per Loredana Bertè, che lo include nel suo album LiBerté; a novembre 2019 torna con un nuovo album di inediti, Mina Fossati, condiviso con Mina.
Nel 2022 è fra i protagonisti del docufilm La nuova scuola genovese, ideato da Claudio Cabona e diretto da Yuri Dellacasa e Paolo Fossati. Il progetto racconta il filo rosso che lega il rap ligure alla grande scuola della canzone d'autore ed è entrato in classifica fra i primi dieci film più visti al cinema di quel periodo.
Nel 2023 riceve la laurea honoris causa in letterature moderne e spettacolo dall'Università di Genova  ed è fra gli amici che ricordano Giorgio Gaber nel docufilm Io, noi e Gaber, scritto e diretto da Riccardo Milani.
A novembre 2023 Fossati e Prudente insieme alla Universal Records iniziano una causa legale contro i Public Enemy, che nell'album How You Sell Soul to a Soulless People Who Sold Their Soul? hanno inserito un brano, Harder Than You Think, che si basa su un campionamento della canzone Jesahel presentata dai Delirium al Festival di Sanremo 1972, senza citare gli autori originali del brano.

## Carriera da scrittore
«Il giullare è una mia antica fissazione, un mio leggero incubo che riguarda l'inutilità dei mestieri come il mio... 
...per dimostrare che in situazioni drammatiche, l'artista non conta più nulla, la sua figura è superflua, la sua esistenza inutile». Con queste parole il musicista introduce, nel settembre del 1991, la sua prima opera letteraria dal titolo Il Giullare, uscita per le edizioni Millelire. Presentato il 28 e il 29 settembre alla fiera del libro nel Castello di Belgioioso (presso Pavia), l'elaborato presenta la forma del racconto breve (non oltre sessanta pagine) e tratta la storia di un piccolo e frugale artista che si muove in un tempo indefinito, in un futuro estremo e agisce nel momento in cui le società e i sistemi politici falliscono l'uno dopo l'altro.
In merito al suo esordio letterario Il cantante rivela: «Un paio di anni fa Marcello Baraghini e gli altri di Stampa Alternativa mi hanno chiesto di scrivere qualcosa. Non ci avevo mai pensato prima; avevo considerato questa cosa con molta paura [...] Io sono abituato a sintetizzare, ad esprimere un concetto in poche parole, la fatica è quella di dilatare, di riuscire a raccontare cose che sono dentro ad altre cose. Direi che quello che sto scrivendo è una canzone che ha preso un'altra forma, sto cantando una cosa senza cantarla. Se non avessi dovuto metterlo in un libro per il mio personaggio avrei scritto musica». Tale pubblicazione resta un episodio sporadico, infatti, per lunghi anni, l'artista tornerà a dedicarsi all'esclusiva produzione musicale. L'operazione del cantautore non è certo un caso isolato. Nel mondo della canzone sono stati numerosi gli artisti che, nel tempo, si sono prestati alla scrittura, spesso componendo romanzi, racconti o saggi di varia natura. Basti pensare a Francesco Guccini, Roberto Vecchioni, Lucio Dalla, Fabrizio De André e Luciano Ligabue, solo per citarne alcuni.
Quello che sembrava un esercizio di stile o più semplicemente un piccolo divertissement, riemerge con preponderanza nel 2014. Dopo essersi "dimesso" da cantautore il musicista inaugura la propria fase narrativa pubblicando, nel marzo dello stesso anno, il romanzo Tretrecinque, edito dalla casa editrice Einaudi. Alla sua prima prova di grande respiro, l'autore racconta la storia di un musicista-girovago che vive il mondo contemporaneo attraversando palcoscenici, difficoltà e peripezie varie. Il titolo del libro è riferito alla Gibson ES-335, primo modello commerciale di chitarra elettrica con cassa semi-hollowbody, introdotta nel 1958 dalla famosa azienda costruttrice Gibson. Lo strumento, tra gli esperti e appassionati di musica, è divenuto molto celebre, e questo anche in virtù delle varie utilizzazioni di grandi chitarristi quali B.B. King ed Eric Clapton. Tornando all'opera Fossati afferma: «Ho scritto Tretrecinque perché gran parte dei pensieri, dei fatti e dei personaggi che lo compongono non avrebbero trovato spazio nelle canzoni. Nemmeno lungo gli anni. Non tutto può essere cantato al ritmo della musica. Bisogna chiudere gli occhi, immaginare, prendersi del tempo e provare a raccontare. E riuscire a raccontare è tanto, forse è meglio di tutto».

## Discografia
- 1971 - Dolce acqua (Con i Delirium) (Fonit Cetra Records)
- 1973 - Il grande mare che avremmo traversato (Fonit Cetra Records)
- 1974 - Poco prima dell'aurora (con Oscar Prudente) (Fonit Cetra Records/Numero Uno Records)
- 1975 - Good-Bye Indiana (Fonit Cetra Records)
- 1977 - La casa del serpente (RCA Italiana)
- 1979 - La mia banda suona il rock (RCA Italiana)
- 1981 - Panama e dintorni (RCA Italiana)
- 1983 - Le città di frontiera (CBS)
- 1984 - Ventilazione (CBS)
- 1986 - 700 giorni (CBS)
- 1988 - La pianta del tè (CBS)
- 1990 - Discanto (Epic Records)
- 1992 - Lindbergh - Lettere da sopra la pioggia (Epic Records)
- 1994 - Il toro (colonna sonora) (Epic Records)
- 1996 - Macramè (CBS)
- 2000 - La disciplina della Terra (CBS)
- 2001 - Not One Word (Sony Music Italy)
- 2003 - Lampo viaggiatore (CBS)
- 2006 - L'arcangelo (Sony BMG Ricordi)
- 2008 - Musica moderna (Capitol Records)
- 2011 - Decadancing (Capitol Records)
- 2019 - Mina Fossati (Pdu)

## Colonne sonore
- 1972 - Beati i ricchi, regia di Salvatore Samperi
- 1979 - Maschio, femmina, fiore, frutto, regia di Ruggero Miti con brani poi confluiti in un album di Anna Oxa
- 1994 - Il toro, regia di Carlo Mazzacurati
- 1998 - L'estate di Davide, regia di Carlo Mazzacurati
- 2000 - La lingua del santo, regia di Carlo Mazzacurati
- 2002 - A cavallo della tigre, regia di Carlo Mazzacurati
- 2008 - Caos calmo, regia di Antonello Grimaldi

## DVD
- 2013 - Decadancing tour

## Album tributo
- 1990 - Una notte in Italia - Tributo a Ivano Fossati, Artisti vari
- 1994 - I Disertori. Ivano Fossati riletto da ..., Artisti vari
- 2012 - Pensiero stupendo, Artisti vari

## Libri
- Il giullare, Roma, Stampa alternativa, 1991. ISBN 88-7226-073-6
- Carte da decifrare, Torino, Einaudi, 2001. ISBN 88-06-15654-3
- Tutto questo futuro, Milano, Rizzoli, 2011. ISBN 88-17-05221-3, 9788817052214
- Tretrecinque, Torino, Einaudi, 2014. ISBN 88-06-21702-X

## Premi
- 1972 - Festival di Sanremo: Miglior testo Jesahel (eseguita con i Delirium)
- 1978 - Festival di Sanremo: Primo posto categoria «Giovani» e secondo posto assoluto Un'emozione da poco (eseguita da Anna Oxa)
- 1978 - Telegatto: Miglior compositore La mia banda suona il rock
- 1982 - Festival di Sanremo: Premio della critica E non finisce mica il cielo (eseguita da Mia Martini)
- 1986 - Targa Tenco: Miglior album 700 giorni
- 1988 - Festival di Sanremo: Premio della critica Le notti di maggio (eseguita da Fiorella Mannoia)
- 1988 - Targa Tenco: Migliore canzone Questi posti davanti al mare
- 1990 - Targa Tenco: Miglior album Discanto
- 1992 - Targa Tenco: Miglior album Lindbergh - Lettere da sopra la pioggia
- 1995 - Ciak d'oro: Migliore colonna sonora per Il toro[74]
- 1996 - Targa Tenco: Miglior album Macramè
- 1997 - Targa Tenco: Miglior canzone Princesa (con Fabrizio De André)
- 2001 - PIM - Premio Speciale dei giornalisti
- 2004 - Premio Amnesty Italia per la canzone Pane e coraggio
- 2005 - Premio Librex Montale Poetry for music
- 2008 - Premio David di Donatello per la migliore canzone originale e Nastro d'Argento alla migliore canzone per il brano L'amore trasparente presente nel film Caos calmo di Antonello Grimaldi
- 2009 - Premio Lunezia Rock d'Autore per il valore musical-letterario dell'album Musica moderna
- 2009 - Riccio d'Argento - Premio Miglior Live d'Autore dell'Anno della XXIII Fatti di Musica di Ruggero Pegna
- 2012 - Grifo d'Oro - Onorificenza conferita dal Sindaco di Genova
- 2023 - Laurea Honoris Causa in "Letterature moderne e spettacolo"

## Autore per altri interpreti
- Gianni Morandi:
  - Ultraleggero, 2018
- Mia Martini:
  - Se finisse qui, solo testo, 1977
  - Sentimento, 1977
  - Danza, 1979
  - C'è un uomo nel mare, 1979
  - La costruzione di un amore, 1979
  - Canto alla luna, 1979
  - E parlo ancora di te, 1979
  - Buonanotte dolce notte, 1979
  - Ci si muove, 1979
  - Di tanto amore, 1979
  - Vola, 1979
  - La luce sull'insegna della sera, 1979
  - E non finisce mica il cielo, 1982
  - Vecchio sole di pietra, solo musica, 1982
- Anna Oxa:
  - Un'emozione da poco, 1978
  - Fatelo con me, 1978
  - Se devo andare via, 1978
  - Matto, 1979
  - Così va se ti va e questo finché mi andrà, 1979
  - Tutto l'amore intorno, 2010
- Mina:
  - Stasera io qui, 1978
  - Non può morire un'idea, 1978
  - Cowboys, 1983
  - La casa del serpente, 1991
- Fiorella Mannoia:
  - Le notti di maggio, 1988
  - Lunaspina, 1989
  - Baia senza vento, 1989
  - Oh che sarà, solo testo, 1989
  - I treni a vapore, 1992
  - 1991 L'amore per amore 1992
  - Piccola serenata diurna, 1992
  - Piccola piccola, 1994
  - Fotogramma (Quelli siamo noi), 2001
  - La bella strada, 2008
  - La terra da lontano, 2016

- Adriano Celentano:
  - Io sono un uomo libero, 2000
- Loredana Bertè:
  - Dedicato, 1979
  - Non sono una signora, 1982
  - Stare fuori, 1982
  - I ragazzi di qui, solo testo, 1982
  - Traslocando, 1982
  - J'adore Venice, 1982
  - Un'automobile di trent'anni, 1983
  - Jazz, solo testo, 1983
  - Petala, solo testo, 1984
  - Messaggio dalla luna, 2018
- Patty Pravo:
  - Pensiero stupendo, 1977
  - Angelus, 1998
  - Vola, 1993 - P. 1978
- Ornella Vanoni:
  - Carmen, 1987
  - Caffè lontano, 1987
- Marcella Bella:
  - Mi vuoi, 1978
- Alice:
  - La bellezza stravagante, 2003
- Tosca:
  - Sono tre mesi che non piove, 1997
  - Il suono della voce, 2014
- Zucchero:
  - È delicato, 2006
- Serena Abrami:
  - Tutto da rifare, 2011
- Laura Pausini:
  - Troppo tempo, 2011
- Marco Mengoni:
  - Spari nel deserto, 2013
- Giorgia:
  - Oggi vendo tutto, 2013
- Noemi:
  - Idealista!, 2016

## Cover
| Artista                              | Canzone                      | Anno | Album                                 |
| ------------------------------------ | ---------------------------- | ---- | ------------------------------------- |
| Ornella Vanoni                       | Buontempo                    | 1997 | Argilla                               |
| Amara & Simona Molinari              | C'è tempo                    | 2017 | Pace                                  |
| Fiorella Mannoia feat. Ivano Fossati | C'è tempo                    | 2014 | Fiorella                              |
| Mia Martini                          | I treni a vapore             | 1994 | La musica che mi gira intorno         |
| Mia Martini                          | La canzone popolare          | 1994 | La musica che mi gira intorno         |
| Afterhours                           | La canzone popolare          | 2012 | The Best Of (Le verità che ricordavo) |
| Ornella Vanoni                       | La costruzione di un amore   | 1990 | Quante storie                         |
| La Crus                              | La costruzione di un amore   | 2001 | Crocevia                              |
| Mango                                | La disciplina della terra    | 2008 | Acchiappanuvole                       |
| Mia Martini                          | La musica che gira intorno   | 1994 | La musica che mi gira intorno         |
| Alice                                | Lindbergh                    | 2003 | Viaggio in Italia                     |
| Paola Turci feat. Fiorella Mannoia   | Lunaspina                    | 2010 | Giorni di rose                        |
| Mina feat. Ivano Fossati             | Notturno delle tre           | 2002 | Veleno                                |
| Anna Oxa                             | Questi posti davanti al mare | 1994 | Cantautori 2                          |
| Paolo Vallesi                        | Una notte in Italia          | 2017 | Un filo senza nome                    |
| Eugenio Finardi feat. Ivano Fossati  | Una notte in Italia          | 1990 | La forza dell'amore                   |
| Ornella Vanoni                       | Una notte in Italia          | 1987 | O                                     |